# Walt Disney Music Company
Walt Disney Music Company é uma gravadora de música dos Estados Unidos fundada e Outubro de 1949, e sediada em Burbank, Califórnia. É parte do Buena Vista Music Group e da Disney Music Group, e está associada com a organização de direitos de performance American Society of Composers, Authors and Publishers. Assim como a Wonderland Music Company, a Walt Disney Music Company é uma gravadora que funciona apenas como editora musical, foi criada para publicar, ou seja, tornar legais as canções lançadas pelas gravadoras: Walt Disney Records e Hollywood Records. E a Walt Disney Music Company funciona exclusivamente para atender as gravadoras do Disney Music Group.